# ماکس‌ول، کالیفرنیا
ماکس‌ول (به انگلیسی: Maxwell) یک منطقهٔ مسکونی در ایالات متحده آمریکا است که در شهرستان کولوزا، کالیفرنیا واقع شده‌است. ماکس‌ول ۵٫۵۶۹ کیلومتر مربع مساحت و ۱٬۱۰۳ نفر جمعیت دارد و ۲۸ متر بالاتر از سطح دریا واقع شده‌است.